# Mimectatina apicefusca
Mimectatina apicefusca es una especie de escarabajo longicornio del género Mimectatina, tribu Desmiphorini, subfamilia Lamiinae. Fue descrita científicamente por Breuning en 1966.

## Descripción
Mide 7,5 milímetros de longitud.

## Distribución
Se distribuye por Vietnam.